# گورستان گوجان
گورستان گوجان مربوط به دوره صفوی تا دوره قاجار است و درشهر گوجان، شهرستان فارسان، بخش مرکزی واقع شده و این اثر در تاریخ ۱۲ شهریور ۱۳۸۶ با شمارهٔ ثبت ۱۹۵۱۲ به‌عنوان یکی از آثار ملی ایران به ثبت رسیده است.